# Partit Laborista (Noruega)
El Partit Laborista (en noruec: Arbeiderpartiet, Ap) és un partit polític de Noruega d'ideologia socialdemòcrata, i el principal partit del país. Fins al 2011 era conegut com a Partit Laborista Noruec (en noruec: Det Norske Arbeiderparti, DNA).

## Història
Va ser fundat en 1887 i no fou fins a 1894 quan es va presentar a les primeres eleccions per al parlament noruec, el Storting, aconseguint entrar per primera vegada el 1903. A poc a poc va ser incrementant el seu suport popular i en 1927 va passar a ser el partit més votat del país, mantenint aquesta posició fins avui dia. A les eleccions legislatives noruegues de 2005 va obtenir el 32,7% dels vots i 61 escons.
El 1919 va ingressar en la Comintern, sent l'únic partit socialdemòcrata a entrar en la Internacional Comunista, la qual cosa va provocar la marxa d'una part de la militància, que va formar el Partit Socialdemòcrata dels Treballadors de Noruega. En 1923 el DNA va deixar la Internacional Comunista, cosa que va suposar l'escissió dels comunistes, que van formar el Partit Comunista de Noruega. En 1927 els socialdemòcrates es van unir de nou al Partit Laborista.
A les eleccions de 2001, el partit va obtenir un nombre baix de 24,3% del vot popular, però va seguir sent el partit més gran del país. A les eleccions legislatives noruegues de 2005, el partit va obtenir novament suport, i va guanyar el 32,7% del vot. El secretari-general del partit, Jens Stoltenberg, fou nomenat primer ministre de Noruega. A les eleccions legislatives noruegues de 2013 el bloc conservador va obtenir més de la meitat dels vots i dels escons i Erna Solberg va formar govern, malgrat que els laboristes continuessin com a partit més votat.
El 2014, quan Stoltenberg va ser nomenat secretari general de l'OTAN, Jonas Gahr Støre va ser nomenat líder del Partit Laborista.
Després de les eleccions legislatives noruegues de 2021 Jonas Gahr Støre formà un govern de coalició encapçalat pels laboristes i l'euroescèptic Partit del Centre, que es va enfonsar el 28 de gener de 2025 després que el partit del Centre abandonés la coalició després de setmanes de disputes per l'adopció de tres directives energètiques de la UE, quedant els laboristes governant en solitari.

## Resultats electorals

### Eleccions legislatives
| Any  | Vots      | Vots | Vots | Escons   | Escons | Pos. | Govern             |
| Any  | #         | %    | ± pp | #        | ±      | Pos. | Govern             |
| ---- | --------- | ---- | ---- | -------- | ------ | ---- | ------------------ |
| 1894 | 520       | 0.3  | Nou  | 0 / 114  | Nou    | 4t   | Extraparlamentari  |
| 1897 | 947       | 0.6  | 0.3  | 0 / 114  | =      | = 4t | Extraparlamentari  |
| 1900 | 7,013     | 3.0  | 2.4  | 0 / 114  | =      | = 4t | Extraparlamentari  |
| 1903 | 22,948    | 9.7  | 6.7  | 5 / 117  | 5      | 5è   | Oposició           |
| 1906 | 43,134    | 15.9 | 6.2  | 10 / 123 | 5      | 3r   | Oposició           |
| 1909 | 91,268    | 21.5 | 5.6  | 11 / 123 | 1      | 4t   | Oposició           |
| 1912 | 128,455   | 26.2 | 4.7  | 23 / 123 | 12     | 2n   | Oposició           |
| 1915 | 198,111   | 32.0 | 5.8  | 19 / 123 | 4      | 3r   | Oposició           |
| 1918 | 209,560   | 31.6 | 0.4  | 18 / 123 | 1      | = 3r | Oposició           |
| 1921 | 192,616   | 21.3 | 10.3 | 29 / 150 | 11     | = 3r | Oposició           |
| 1924 | 179,567   | 18.4 | 2.9  | 24 / 150 | 5      | = 3r | Oposició           |
| 1927 | 368,106   | 36.8 | 18.4 | 59 / 150 | 35     | 1r   | Oposició           |
| 1930 | 374,854   | 31.4 | 5.4  | 47 / 150 | 12     | = 1r | Oposició           |
| 1933 | 500,526   | 40.1 | 8.7  | 69 / 150 | 22     | = 1r | Oposició (1933–35) |
| 1933 | 500,526   | 40.1 | 8.7  | 69 / 150 | 22     | = 1r | Minoria (1935-36)  |
| 1936 | 618,616   | 42.5 | 2.4  | 70 / 150 | 1      | = 1r | Majoria            |
| 1945 | 609,348   | 41.0 | 1.5  | 76 / 150 | 6      | = 1r | Coalició (1945-49) |
| 1945 | 609,348   | 41.0 | 1.5  | 76 / 150 | 6      | = 1r | Majoria            |
| 1949 | 803,471   | 45.7 | 4.7  | 85 / 150 | 9      | = 1r | Majoria            |
| 1953 | 830,448   | 46.7 | 1.0  | 77 / 150 | 8      | = 1r | Majoria            |
| 1957 | 865,675   | 48.3 | 1.6  | 78 / 150 | 1      | = 1r | Majoria            |
| 1961 | 860,526   | 46.8 | 1.5  | 74 / 150 | 4      | = 1r | Minoria (1961–63)  |
| 1961 | 860,526   | 46.8 | 1.5  | 74 / 150 | 4      | = 1r | Oposició (1963)    |
| 1961 | 860,526   | 46.8 | 1.5  | 74 / 150 | 4      | = 1r | Minoria (1963-65)  |
| 1965 | 883,320   | 43.1 | 3.7  | 68 / 150 | 6      | = 1r | Oposició           |
| 1969 | 1,004,348 | 46.5 | 3.4  | 74 / 150 | 6      | = 1r | Oposició (1969–71) |
| 1969 | 1,004,348 | 46.5 | 3.4  | 74 / 150 | 6      | = 1r | Minoria (1971–72)  |
| 1969 | 1,004,348 | 46.5 | 3.4  | 74 / 150 | 6      | = 1r | Oposició (1972-73) |
| 1973 | 759,499   | 35.3 | 11.2 | 62 / 155 | 12     | = 1r | Minoria            |
| 1977 | 972,434   | 42.3 | 7.0  | 76 / 155 | 14     | = 1r | Minoria            |
| 1981 | 914,749   | 37.1 | 5.2  | 65 / 155 | 11     | = 1r | Oposició           |
| 1985 | 1,061,712 | 40.8 | 3.7  | 71 / 157 | 6      | = 1r | Oposició (1985–86) |
| 1985 | 1,061,712 | 40.8 | 3.7  | 71 / 157 | 6      | = 1r | Minoria (1986-89)  |
| 1989 | 907,393   | 34.3 | 6.5  | 63 / 165 | 8      | = 1r | Oposició (1989–90) |
| 1989 | 907,393   | 34.3 | 6.5  | 63 / 165 | 8      | = 1r | Minoria            |
| 1993 | 908,724   | 36.9 | 2.6  | 67 / 165 | 4      | = 1r | Minoria            |
| 1997 | 904,362   | 35.0 | 1.9  | 65 / 165 | 2      | = 1r | Oposició (1997–00) |
| 1997 | 904,362   | 35.0 | 1.9  | 65 / 165 | 2      | = 1r | Minoria (2000–01)  |
| 2001 | 612,632   | 24.3 | 10.7 | 43 / 165 | 22     | = 1r | Oposició           |
| 2005 | 862,456   | 32.7 | 8.4  | 61 / 169 | 18     | = 1r | Coalició           |
| 2009 | 949,060   | 35.4 | 2.7  | 64 / 169 | 3      | = 1r | Coalició           |
| 2013 | 874,769   | 30.8 | 4.6  | 55 / 169 | 9      | = 1r | Oposició           |
| 2017 | 801,073   | 27.4 | 3.4  | 49 / 169 | 6      | = 1r | Oposició           |
| 2021 | 783,394   | 26.3 | 1.1  | 48 / 169 | 1      | = 1r | Coalició           |

### Eleccions municipals
| Any  | Vots    | %     | Escons         |
| ---- | ------- | ----- | -------------- |
| 1910 |         | 31,8% | 428 / 1.846    |
| 1913 |         | 33,8% | 1.775 / 7.824  |
| 1916 |         | 40,1% | 2.451 / 8.430  |
| 1919 |         | 34,6% | 2.692 / 10.908 |
| 1922 |         | 30,6% | 2.263 / 11.855 |
| 1925 |         | 30,0% | 1.831 / 11.948 |
| 1928 |         | 36,4% | 3.662 / 12.546 |
| 1931 |         | 36,0% | 3.855 / 13.144 |
| 1934 |         | 40,9% | 4.997 / 13.869 |
| 1937 | 522,173 | 43,4% | 5.702 / 14.467 |
| 1945 | 510,674 | 39,8% | 5.693 / 14.444 |
| 1947 | 550,222 | 38,2% | 5.458 / 14.430 |
| 1951 | 657,187 | 42,4% | 5.615 / 14.759 |
| 1955 | 696,411 | 43,4% | 6.735 / 16.089 |
| 1959 | 729,503 | 43,7% | 6.694 / 16.131 |
| 1963 | 870,425 | 45,8% | 6.274 / 14.213 |
| 1967 |         | 43,8% | 5.873 / 13.484 |
| 1971 |         | 41,7% | 5.648 / 13.392 |
| 1975 | 732,311 | 38,0% | 5.232 / 13.545 |
| 1979 | 768,423 | 35,9% | 5.146 / 13.772 |
| 1983 | 793,903 | 38,9% | 5.764 / 13.806 |
| 1987 | 747,721 | 35,9% | 5.401 / 13.648 |
| 1991 | 655,716 | 30,2% | 4.222 / 13.073 |
| 1995 | 644,573 | 30,5% | 4.092 / 12.663 |
| 1999 | 592,281 | 28,6% | 3.804 / 12.253 |
| 2003 | 566,182 | 27,5% | 3.238 / 11.138 |
| 2007 | 655,093 | 29,6% | 3.299 / 10.933 |
| 2011 | 765,289 | 31,7% | 3.378 / 10.785 |
| 2015 | 789,170 | 33,0% | 3.461 / 10.624 |
| 2019 | 664,695 | 24,9% | 2.583 / 8.921  |
| 2023 | 565,253 | 21,6% | 2.023 / 7.791  |

## Líders del partit
- Anders Andersen (1887-1888)
- Hans G. Jensen (1888-1889)
- Christian Holtermann Knudsen (1889-1890)
- Carl Jeppesen (1890-1892)
- Ole Georg Gjøsteen (1892-1893)
- Gustav A. Olsen Berg (1893-1894)
- Carl Jeppesen (1894-1897)
- Ludvig Meyer (1897-1900)
- Christian Holtermann Knudsen (1900-1903)
- Christopher Hornsrud (1903-1906)
- Oscar Nissen (1906-1911)
- Christian Holtermann Knudsen (1911-1918)
- Kyrre Grepp (1918-1922)
- Emil Stang jr. (1922-1923)
- Oscar Torp (1923-1945)
- Einar Gerhardsen (1945-1965)
- Trygve Bratteli (1965-1975)
- Reiulf Steen (1975-1981)
- Gro Harlem Brundtland (1981-1992)
- Thorbjørn Jagland (1992-2002)
- Jens Stoltenberg (2002-2014)
- Jonas Gahr Støre (2014–present)